# Archéa
Archéa, Archéologie en pays de France es un museo denominado Musée de France, dedicado a la arqueología en el pays de France, situado en Louvres en el este del Val-d'Oise.  
Su objetivo es poner en valor el patrimonio arqueológico del pays de France y, en particular, del Val-d'Oise oriental. Desde el 10 de septiembre de 2010 está abierto un edificio contemporáneo que alberga todas las colecciones del museo. También pretende promover el yacimiento arqueológico de Orville y el patrimonio cerámico del valle del Ysieux. Antiguamente llamado Musée intercommunal d'histoire et d'archéologie, es un servicio de la Communauté d'agglomération Roissy Porte de France.

## Historia del museo

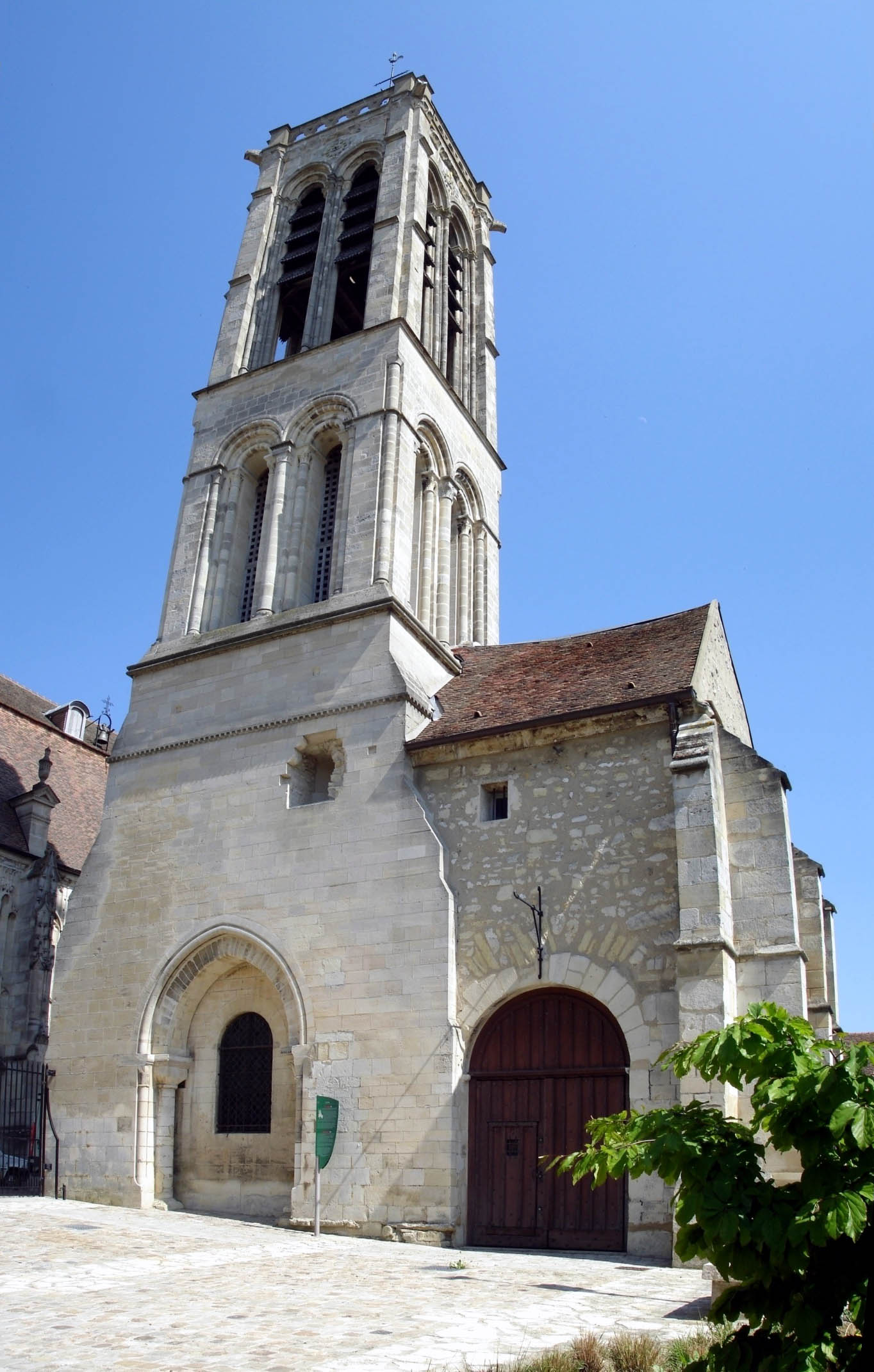
La torre de Saint-Rieul que albergó el museo hasta 2010.

El museo fue originalmente un museo asociativo, fundado a finales de los años 70 por el Groupe de recherche historique et archéologique de Louvres-en-Parisis (GRHALP). Tras las excavaciones arqueológicas realizadas en la Tour Saint-Rieul y en la plaza contigua, se descubrió un antiguo cementerio cuyas tumbas más antiguas se remontan al periodo merovingio. Se descubrieron cinco tumbas aristocráticas con un rico mobiliario: joyas, vajilla y armas. El museo se convirtió entonces en un museo municipal y experimentó su primer desarrollo museográfico.
En 2001, el museo fue transferido a la Comunidad de comunas, que proyectó la ampliación del actual museo y la posterior construcción de un nuevo edificio. Poco después, el objetivo del museo se amplió para incluir la presentación de todo el patrimonio arqueológico de la zona de Roissy Porte de France. Se hizo especial hincapié en los yacimientos de Orville y el valle de Ysieux. En 2008 se adoptó un nuevo Projet scientifique et culturel (PCC) que incluía estas modificaciones.

## El nuevo museo
Tras una licitación, el proyecto arquitectónico seleccionado fue el del estudio de arquitectos Bapst & Pantz, que desde entonces se ha convertido en Bruno Pantz Architecte (profesor de la Escuela de Arquitectura de París-Val-de-Seine). Las obras se iniciaron en julio de 2008 y finalizarán en 2010. El edificio incluye una sala de introducción al pays de France, una sala de exposiciones permanentes, una sala de exposiciones temporales, un auditorio, una sala de actividades educativas y un centro de documentación. En el recorrido del museo se presentan más de 700 objetos procedentes de 87 yacimientos arqueológicos descubiertos en la zona. El recorrido es cronológico, desde el Paleolítico hasta el siglo XVIII, y se complementa con un enfoque temático. 

## Colecciones

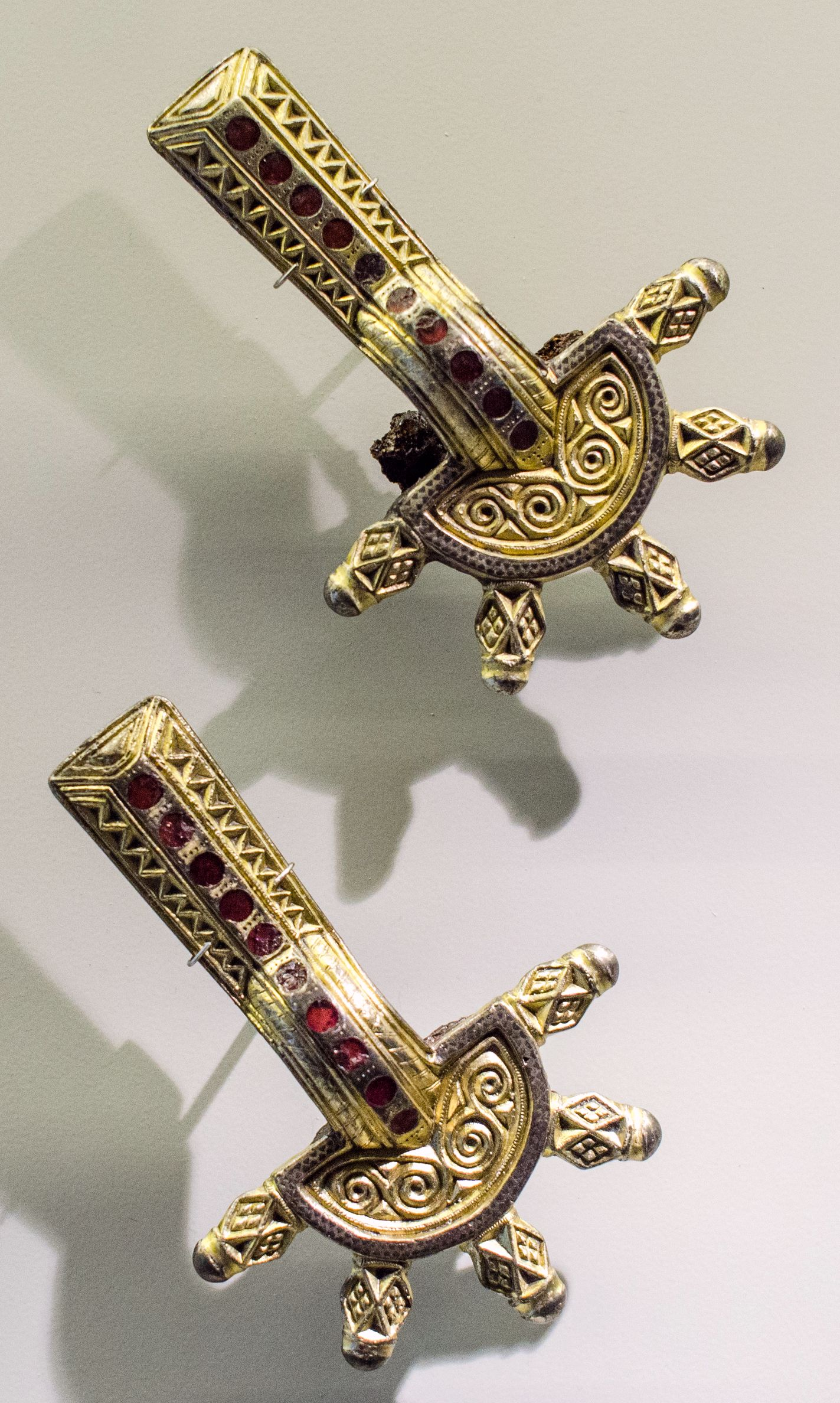
Fíbulas con asas digitalizadas. Tumbas merovingias de Saint-Rieul, Louvres, finales del -principios del.

Se componen de material descubierto durante las excavaciones arqueológicas programadas, pero sobre todo preventivas, que tuvieron lugar en el territorio de la communauté d'agglomération Roissy Pays de France. Entre otros, incluyen material procedente de las excavaciones de los siguientes yacimientos:
- el Castillo de Orville;
- el castillo de Roissy-en-France y varios lugares descubiertos durante el desarrollo del municipio;
- los yacimientos descubiertos durante los trabajos de la Franciliana;
- parte de los lugares descubiertos durante la construcción del Aeropuerto de París-Charles de Gaulle.

Las colecciones también proceden de asociaciones arqueológicas locales que han realizado excavaciones en el país galo: 
- las colecciones del GRHALP: principalmente de las excavaciones del yacimiento de Saint-Rieul, las colecciones del origen del museo;
- las colecciones donadas por la asociación Jeunesses préhistoriques et géologiques de France (JPGF): proceden de excavaciones realizadas en toda Francia entre finales de los años 60 y los años 80. Abarcan períodos que van desde el Neolítico hasta la Edad Media.

Por último, el museo dispone de colecciones en depósito:
- Cerámica del Valle de Ysieux, propiedad del Museo de las civilizaciones de Europa y del Mediterráneo (MUCEM)

## Otros sitios destacados por Archéa

### Sitio arqueológico de Orville

#### Historia del sitio
Los vestigios más antiguos de ocupación del lugar se remontan al siglo II: se trata de un conjunto de viviendas y de explotaciones agrícolas y artesanales en forma de edificios de madera y adobe. El sitio, situado a la altura de la actual Franciliana, está ocupado hasta el siglo X. En 1385, Carlos VI de Francia dio permiso al señor de Orville «para fortificar su casa de Orville con muros y fosos», en el emplazamiento actual del castillo. En 1437, durante la Guerra de los Cien Años, el castillo fue tomado por las tropas inglesas, luego retomado por los franceses e inmediatamente destruido en 1438.

#### Excavaciones arqueológicas
El emplazamiento del castillo de Orville siempre ha sido conocido. Fue objeto de estudios en los años 1970 bajo la dirección de la asociación local del GRHALP en los sótanos del antiguo castillo. En 1996, durante la construcción de la Franciliana, unas excavaciones arqueológicas preventivas permitieron descubrir el emplazamiento de la villa carolingia. En 1999-2000, nuevas excavaciones preventivas realizadas bajo la dirección de François Gentili (INRAP) llegan esta vez al sitio del castillo. A partir de 2001 se realizaron excavaciones programadas cada tres años por el mismo equipo, con el objetivo de descubrir todo el emplazamiento del castillo medieval.
Paralelamente a estas excavaciones, se están llevando a cabo en el yacimiento trabajos de arqueología experimental para reproducir diversas técnicas antiguas. Las construcciones de madera y adobe se realizan en el lugar según los métodos y medios utilizados en la época carolingia. En el mismo lugar donde se descubrió un edificio de dimensiones similares se construyó una cabaña que albergaba un taller de tejido. También se construye un granero elevado según los vestigios encontrados de un edificio situado en la antigua aldea de la Alta Edad Media. Por último, se realizaron experimentos en metalurgia, con la fabricación de hornos culinarios y de yeso.

### Patrimonio cerámico del valle del Ysieux

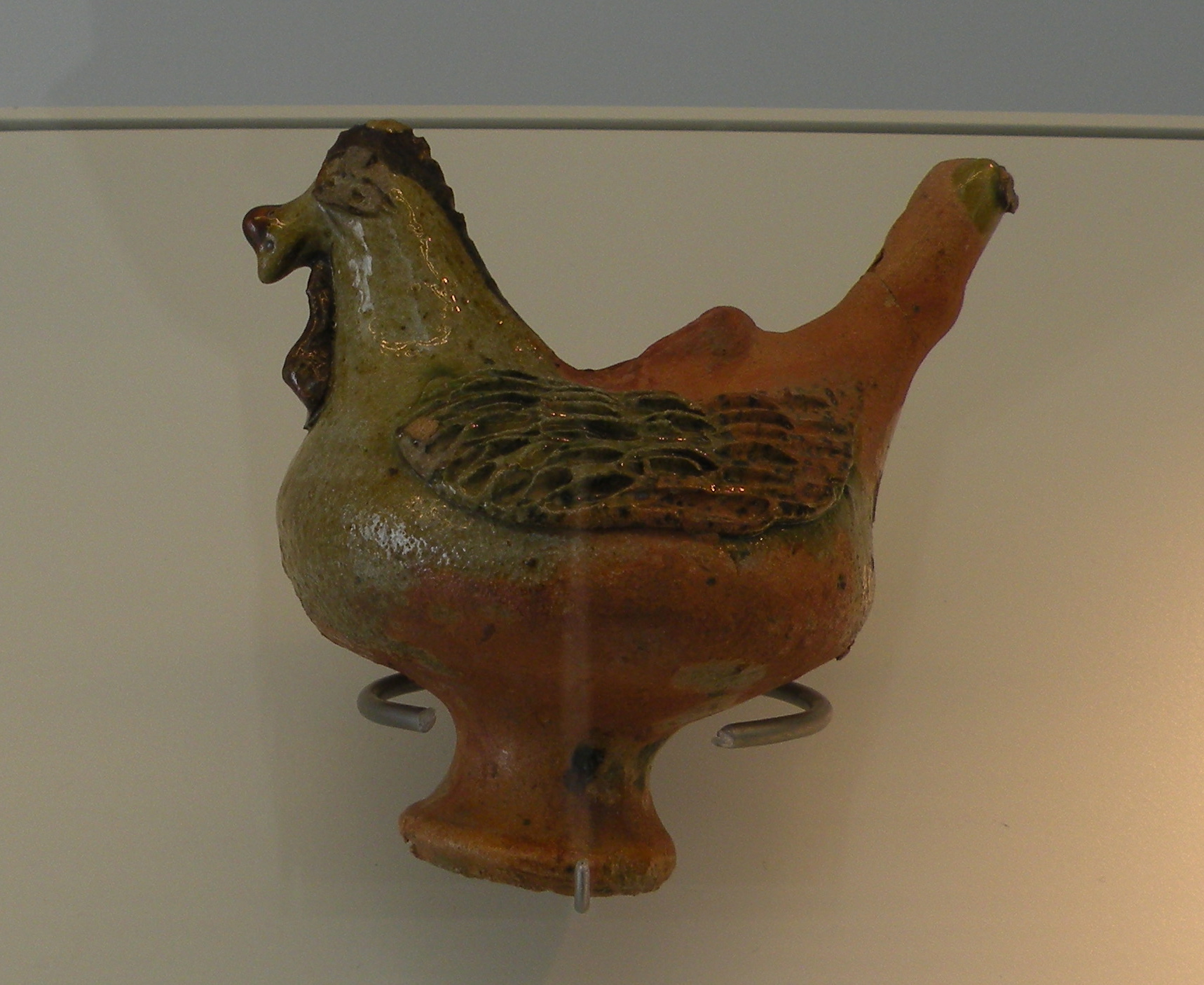
Silbato de cerámica encontrado en Fosses.

La asociación arqueológica local Jeunesses préhistoriques et géologiques de France (JPGF) descubrió numerosos lugares de producción de cerámica durante las excavaciones arqueológicas preventivas realizadas con motivo de la construcción de urbanizaciones.

## Política cultural
El museo está abierto todo el año, al igual que el yacimiento arqueológico de Orville en verano. Cada año se celebra una exposición temporal. Regularmente se organizan eventos: visitas guiadas, talleres educativos, actividades para niños (talleres Jeunes Archéos), visitas a sitios patrimoniales de la zona, así como con motivo de las Jornadas Europeas de Patrimonio, la Noche de los Museos, las Jornadas Nacionales de Arqueología y la Fiesta de la Ciencia.

## Visitas
| Total | Año  | Entradas gratuitas | Entradas pagadas |
| ----- | ---- | ------------------ | ---------------- |
| 2008  | 1610 | 40                 | 1650             |
| 2009  | 2183 | 79                 | 2262             |
| 2010  | 2615 | 1329               | 3944             |
| 2011  | 4432 | 6865               | 11297            |
| 2012  | 3124 | 6318               | 9442             |
| 2013  | 2504 | 6534               | 9038             |
| 2014  | 3216 | 5834               | 9050             |
| 2015  | 3894 | 7384               | 11278            |
| 2016  | 4744 | 7986               | 12730            |
| 2017  | 4112 | 6590               | 10702            |